# Thomas Wilhelm (Leichtathlet)
Thomas Wilhelm (* 13. Januar 1984 in Bergen auf Rügen) ist ein deutscher Leichtathlet.

## Biographie
Seine Schulzeit verbrachte er anfangs in Binz auf Rügen, wo er das Ernst-Moritz-Arndt Gymnasium besuchte. Sein Abitur legte Thomas Wilhelm in der Folgezeit am Sportgymnasium Neubrandenburg ab.
1999 stellte er erstmals einen deutschen Rekord im Blockmehrkampf Lauf auf, der weiterhin Bestand hat. In den folgenden Jahren gewann er zahlreiche Titel über 400 Meter und 2003 sogar Gold in der 4-mal-400-Meter-Staffel bei den Junioreneuropameisterschaften im finnischen Tampere. Seit 2005 startete er für die LG Eintracht Frankfurt, trainiert in der Trainingsgruppe von Olympiasieger Volker Beck, und war in den Jahren 2005, 2006 und 2007 Deutscher Meister in der Staffel. 2007 absolvierte er seine letzte Saison als Leistungssportler und nahm im selben Jahr ein dreijähriges Studium bei der Bundespolizei auf. 2008 wechselte er zum 1. LAV Rostock unter Aufsicht des dort ansässigen Trainers Peter Schörling.